# Pierre Pannetier
Pour les articles homonymes, voir Pannetier.
Pierre Pannetier, né le 1er janvier 1914 à Kampot et mort le 31 octobre 1984 à Santa Ana, est un résistant, militaire et thérapeute français, Compagnon de la Libération.

## Biographie

### Jeunesse et formation
Pierre Pannetier naît le 1er janvier 1914 à Kampot, alors dans le protectorat français du Cambodge. Il est l'enfant naturel de Louis Pannetier, médecin de l'administration coloniale et d'une autochtone, Neang-Hun Men, qui le reconnaitra le 18 avril 1922. Le lendemain, Pierre Pannetier devient enfant légitime par le mariage de ses parents.
Suivant les affectations de son père, il quitte le Cambodge pour la Nouvelle-Calédonie où il passe la plus grande partie de sa jeunesse.

### Seconde Guerre mondiale
Dès le 18 juin 1940, il prend le parti du général de Gaulle et milite activement pour que l'île en fasse de même. Parcourant tout le territoire, il diffuse ses idées auprès des habitants malgré l'hostilité des pouvoirs en place. Prenant part au soulèvement de la population, il contribue à la mise en place le 19 septembre 1940 d'Henri Sautot, représentant de Charles de Gaulle qui proclame le ralliement de la Nouvelle-Calédonie à la France libre.
Dès lors, Pierre Pannetier s'engage au sein du Bataillon du Pacifique (BP1) du capitaine Félix Broche et part pour l'Afrique où il prend part à la guerre du désert. Il participe à la bataille de Bir Hakeim aux mois de mai et juin 1942 puis à la seconde bataille d'El Alamein en octobre suivant. Au sein du Bataillon d'infanterie de marine et du Pacifique (BIMP), né de la fusion entre le BP1 et le 1er bataillon d'infanterie de marine, il poursuit l'avancée en Afrique du Nord pendant la campagne de Tripolitaine puis celle de Tunisie de novembre 1942 à mai 1943.
Avec la 1re division française libre dont fait partie le BIMP, Pierre Pannetier combat en Italie en avril 1944 puis participe au débarquement de Provence. Suivant l'avancée de la division, il prend part à la Libération de la France jusqu'à la bataille des Vosges, dans la région de Belfort, en novembre 1944. Épuisés par les combats et la rigueur de l'hiver, Pierre Pannetier et de nombreux hommes du BIMP sont relevés et bénéficient d'une longue période de repos jusqu'à la fin de la guerre.

### Après-Guerre
Après le conflit, Pierre Pannetier part pour les États-Unis. Il s'installe à Santa Ana, en Californie, où il devient thérapeute et professeur d'anatomie.
Pierre Pannetier meurt le 31 octobre 1984 à Santa Ana où il est incinéré.

## Décorations
|  |  |  |  |  |  |
|  |  |  |  |  |  |

| Chevalier de la Légion d'Honneur                 | Chevalier de la Légion d'Honneur | Chevalier de la Légion d'Honneur | Compagnon de la Libération Par décret du 16 octobre 1945 | Compagnon de la Libération Par décret du 16 octobre 1945 | Compagnon de la Libération Par décret du 16 octobre 1945 | Croix de guerre 1939-1945 | Croix de guerre 1939-1945 | Croix de guerre 1939-1945 |
| Médaille de la Résistance française Avec rosette |                                  |                                  |                                                          |                                                          |                                                          |                           |                           |                           |